# Giannella
Giannella è una frazione del comune italiano di Orbetello, nella provincia di Grosseto, in Toscana.

## Geografia fisica
La frazione è situata sull'omonimo tombolo che collega il promontorio dell'Argentario con la terraferma, in un contesto paesaggistico protetto della Laguna di Orbetello. Il centro abitato è collocato nella parte meridionale del tombolo, al confine con il comune di Monte Argentario, in adiacenza al porto di Santa Liberata, attrezzato scalo turistico che però amministrativamente è già parte del comune confinante.
Giannella dista circa 8 km da Orbetello e poco più di 40 km da Grosseto.

## Storia
Il territorio della Giannella fu abitato sin dall'epoca antica, principalmente romana, come rilevato in seguito a vari ritrovamenti archeologici. In località Casette di Fibia sono state rinvenute ceramiche di impasto e ceramiche romane anche nei pressi della località Fossone, mentre resti di due ville romane sono stati scoperti presso la fattoria Barabino, con anfore, laterizi e frammenti di pavimentazione in cocciopesto, e lungo la strada delle Saline, con frammenti di ceramiche a vernice nera, sigillate e bizantine.
Un primo nucleo sorse nel corso della dominazione spagnola del XVI secolo, ma fu a partire dal XVIII secolo, quando la famiglia Giannella dette inizio allo sfruttamento agricolo del tombolo, che la località iniziò a popolarsi e svilupparsi, prendendo l'attuale denominazione. Nel catasto Leopoldino del 1766 risultano alla Giannella varie case rurali e lo storico casale viene indicato come proprietà di un certo Gaetano Filippacci. In seguito alle bonifiche effettuate dai Lorena, il territorio si organizzò in aziende agricole per lo sfruttamento dei terreni e qui sorse una delle principali tenute del territorio orbetellano: la tenuta della Giannella fu fondata agli inizi del XIX secolo e un decisivo incremento agricolo e demografico si ebbe a partire dal 1879, quando passò di proprietà al genovese Giacomo Barabino, imprenditore ed armatore, che possedeva alcuni pontili dotati di un sistema di comunicazione portuale che li collegavano a Talamone, a Follonica e alla linea ferroviaria. Barabino promosse personalmente la bonifica del tombolo della Giannella e chiamò originariamente la propria fattoria con il nome di Quisano, per indicare l'avvenuta bonifica di un terreno un tempo paludoso ("qui-sano").
La Giannella divenne ben presto una delle primissime mete turistiche della Maremma grossetana, e già negli anni venti del XX secolo era una stazione balneare di ampio richiamo del territorio.

## Monumenti e luoghi d'interesse
Nei pressi del paese si trova il casale della Giannella, maggiore elemento architettonico della frazione, sorto probabilmente come torre costiera nella seconda metà del XVI secolo, per rafforzare il sistema difensivo costiero dello Stato dei Presidi. Il complesso è oggi sede del Centro di educazione ambientale "Aurelio Peccei", fondato nel 1989, e porta d'accesso all'oasi del WWF situata nel tombolo. Nei pressi del casale si sviluppa il "giardino delle farfalle", un percorso guidato dotato di pannelli didattici che spiegano il mondo delle farfalle.
Interessanti sono anche le numerose case rurali sorte nel tombolo tra il XVIII e il XIX secolo, tra cui si distingue particolarmente la fattoria Giannella, sede dell'omonima tenuta, che fu dal 1879 proprietà di Giacomo Barabino, il quale la modificò tra il 1884 e il 1890 con soprelevazione, copertura del tetto a capanna e costruzione delle stalle. Della tenuta facevano parte varie case coloniche come la casa Sprofondati, abitazione dei mezzadri e così chiamata per la presenza di uno stagno – chiamato Andrea Doria – dove sprofondarono alcuni braccianti con mezzi agricoli, e i casali Il Pino e Marlago, sedi dei traghettatori per collegamenti veloci mare-laguna (da qui "Mar-lago"); inoltre, il casale Marlago fu abitazione dei salariati chiamati al lavoro dai mezzadri per le opere di bonifica. Tra gli altri pregevoli edifici rurali del periodo ottocentesco si segnalano il casale Nuovo e la cosiddetta casetta dei Pastori.
Architettonicamente e storicamente rilevante è anche la primissima struttura alberghiera con stabilimento balneare costruita alla Giannella proprio dai Barabino negli anni venti del XX secolo: il Lido Giannella, composto da due corpi di fabbrica con facciate pregevolmente decorate in stile neoclassico, era collegato con Orbetello da una serie di traghetti ed ospitò personalità illustri del periodo come Benito Mussolini e Italo Balbo. Presso la struttura si trova la piccola cappella di Sant'Antonio.

## Società

### Evoluzione demografica
Quella che segue è l'evoluzione demografica della frazione di Giannella.
| Anno | Abitanti       | Abitanti |
| Anno | Centro abitato | Frazione |
| ---- | -------------- | -------- |
| 1961 | 16             | 99       |
| 1981 | 109            | 117      |
| 2001 | 160            | -        |
| 2011 | 225            | -        |

### Tradizioni e folclore
Il toponimo della località di Casa Sprofondati ha dato origine ad una leggenda che narra di un podere risucchiato per maledizione in una voragine, poiché il fattore aveva deciso di trebbiare i campi nel giorno di Sant'Anna, osteggiando il rituale divieto. Sempre la leggenda narra che in quella zona è possibile sentire delle grida provenire da sottoterra ogni 26 luglio.